# Бурятская кухня
Бурятская кухня — традиционная кухня бурят. Образ жизни бурятского народа способствовал формированию самобытной кухни, хотя корни её имеют общее с кухнями некоторых других народов, например с монгольской. В бурятской кухне много сытных блюд из мяса и теста, а также молочных и кисломолочных продуктов.

## История
В пище бурят издавна большое место занимали продукты животного и комбинированного животно-растительного происхождения. Впрок заготовлялось кислое молоко особой закваски, сушёная спрессованная творожистая масса. Буряты пили зелёный чай, в который наливали молоко, клали соль, масло или сало.
В отличие от монгольской, значительное место в бурятской кухне занимает рыба, ягоды (черёмуха, земляника), травы и специи. Популярен байкальский омуль, копчёный по бурятскому рецепту.

## Блюда
Блюда бурятской кухни
Арбин — сырой конский брюшной жир, его заворачивают сырую конскую печень, замораживают, затем нарезают на тонкие кусочки. Иногда к блюду подают нарезанный лук.
Буузы — блюдо из мясного фарша и теста, приготовляемое на пару́ (как манты или цзяоцзы). Стали современным символом бурятской кухни.
Боовы — плоские или свёрнутые лепёшки из песочного теста — используются как обрядовая пища в дацанах. Современная версия этой выпечки больше похожа на «хворост», едят с сахарной пудрой или сгущённым молоком.
Бухлёр (бухлеор) — наваристый, густой мясной суп, обычно из жирной говядины или баранины.
Урмэ (урмэн) — лакомство из молочной пенки, которую получали путём длительного кипячения молока, затем замораживали и нарезали на куски. В современном варианте урмэ готовят из уваренной сметаны с добавлением молотой черёмухи и других ингредиентов.
Химэ (хиимэ) — колбаса из рубленого говяжьего фарша, говяжьего жира и лука. При приготовлении могут добавлять муку и воду, соль и перец.
Хошхоног — обычно готовят из варёной бараньей или конской прямой кишки, начиняя её мясным фаршем с нутряным жиром и луком.
Хушуры — небольшие пирожки из мяса и теста, жаренные в масле.
Шанахан зоохэй или саламат — высококалорийное блюдо, готовят его из из жирной сметаны, которую уваривают с мукой, непрерывно помешивая, до образования комков и лёгкой корочки. Обычно едят зимой.
Шарбины — лепёшки из тонкого пресного теста с начинкой мясного фарша (традиционно — из баранины, готовят также из жирной говядины и свинины), жаренные в жиру на сковороде.
Шулэн — суп-лапша на основе мясного бульона (обычно из баранины или конины).
Эреэлже — печёночно-кровяная колбаса, приготавливаемая из печени, крови, надпочечного жира барана, растолчённых с сушеным диким луком (мангиром), чесноком, черемшой. К перечисленному добавляют немного молока и уксуса, набивают этой начинкой толстую кишку и варят.

## Напитки
Арса (аарса) — густой напиток на основе кислого творога, с добавлением муки—талкан. Талкан также могут добавлять в чай. Хоймог — напиток из арсы и молока. Также аарсу использовали как суповую добавку.
Тарак — кисломолочный напиток.
Тарасун — бурятский молочный алкогольный напиток.
Буряты пьют зелёный чай, иногда с молоком, с солью и маслом; а также травяные чаи из местных трав.